# Tvåbandad flyghöna
Tvåbandad flyghöna (Pterocles bicinctus) är en afrikansk fågel inom familjen flyghöns och inom ordningen flyghönsfåglar.

## Utseende och läte
Tvåbandad flyghöna är som andra flyghöns en knubbig, duvlik fågel med relativt litet huvud. Hanen känns på nära håll igen genom kombinationen av svartvita band precis ovan näbben och en kraftigt gul ögonring. Honan är fläckad i svart, brunt och vitt. Dess distinkta gnissliga och bubblande läte återges på engelska ofta som "oh NO, he’s gone and done it AGAIN!".

## Utbredning och systematik
Tvåbandad flyghöna delas in i tre underarter med följande utbredning:
- P. b. ansorgei – förekommer i sydvästra Angola
- P. b. bicinctus – Namibia, Botswana och nordvästra Kapprovinsen
- P. b. multicolor – Zambia och Malawi söderut till Moçambique, Zimbabwe och nordöstra Sydafrika

Vissa urskiljer även underarten usheri med utbredning i södra och östra Zambia, södra Malawi, västra och centrala Moçambique samt norra Zimbabwe.

### Släktestillhörighet
DNA-studier visar att arterna inom släktet Pterocles inte är varandras närmaste släktingar. Exempelvis är tvåbandad flyghöna närmare släkt med stäppflyghöna i släktet Syrrhaptes än med vitbukig flyghöna (Pterocles alchata). Dessa forskningsresultat har ännu inte lett till några taxonomiska förändringar.

## Levnadssätt
Tvåbandad flyghöna hittas i savann, där den föredrar nyligen brända fält intill klippiga områden. Fågeln är övervägande inaktiv dagtid. Stora mängder samlas i skymningen vid vattenhål, för att sedan skingras och födosöka natten igenom.

## Status och hot
Arten har ett stort utbredningsområde och en stor population, men tros minska i antal på grund av habitatförstörelse, dock inte tillräckligt kraftigt för att den ska betraktas som hotad. Internationella naturvårdsunionen IUCN kategoriserar därför arten som livskraftig (LC). Världspopulationen har inte uppskattats men den beskrivs som generellt vanlig.

## Bilder

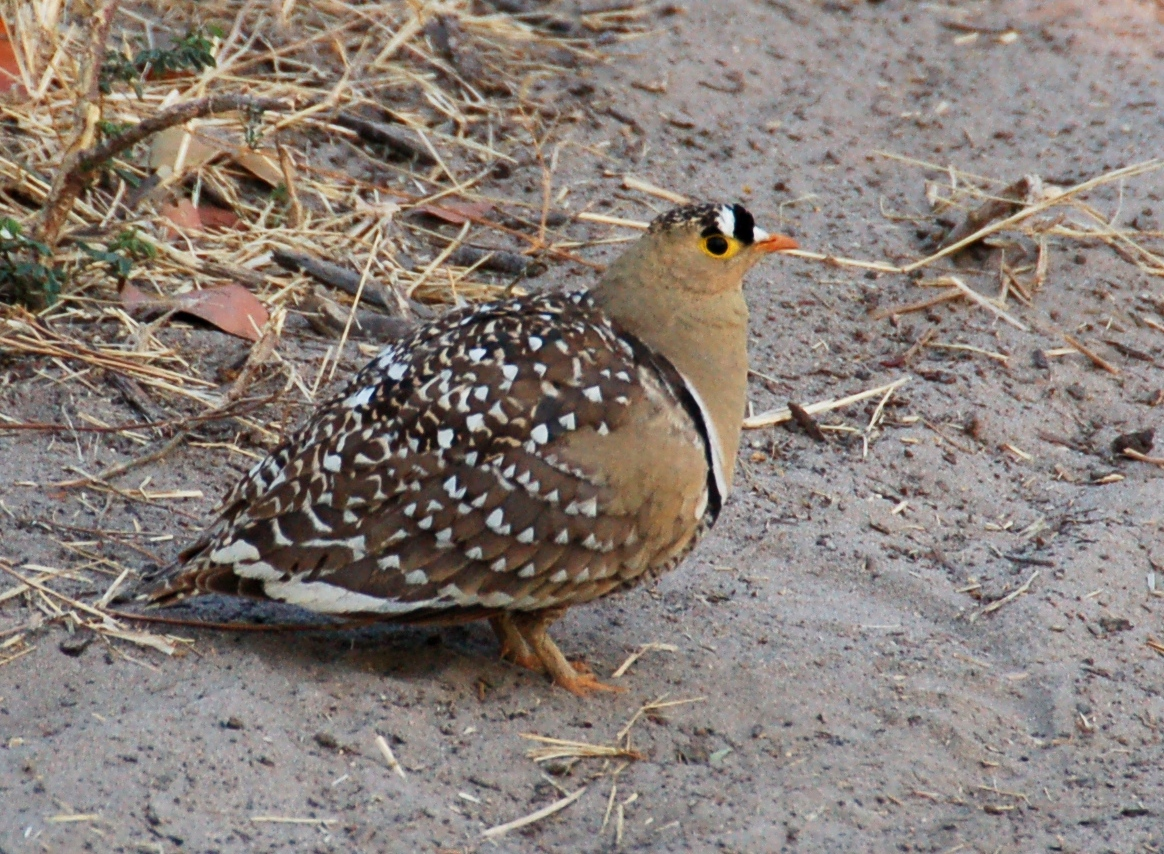
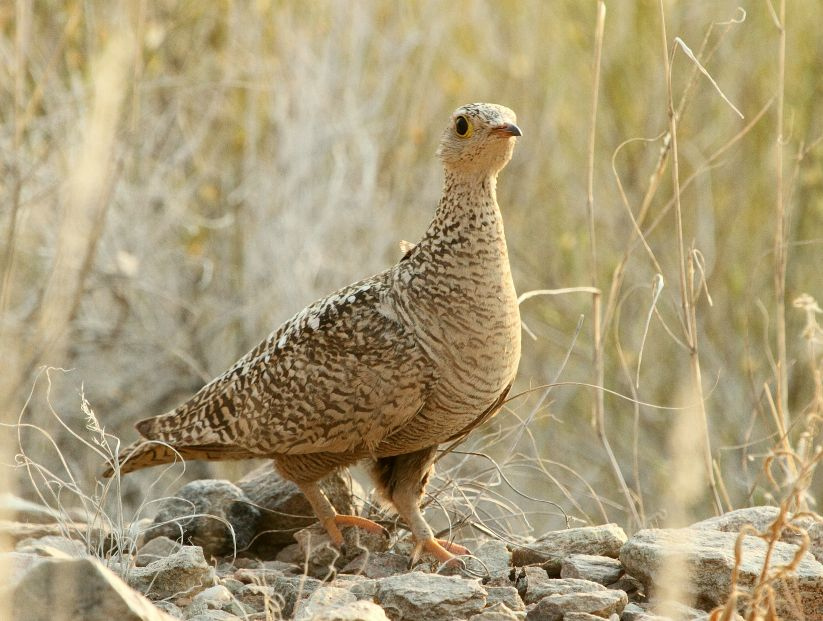